# マウントロブソン
マウントロブソン（欧字名:Mount Robson、2013年1月30日 - 不明）は、日本の競走馬。主な勝ち鞍に2016年のスプリングステークス。

## 経歴
- 特記事項なき場合、本節の出典はJBISサーチ[3]

2015年10月24日、東京競馬場の新馬戦でデビューし、2着。
2戦目の未勝利戦でディーマジェスティの2着ののち、3戦目で初勝利。年明けて3歳初戦の小倉競馬場の条件戦あすなろ賞をも勝って2連勝とし、重賞初挑戦となるスプリングステークスでは、逃げたマイネルハニーをゴール前で差し切り3連勝を達成して重賞制覇。

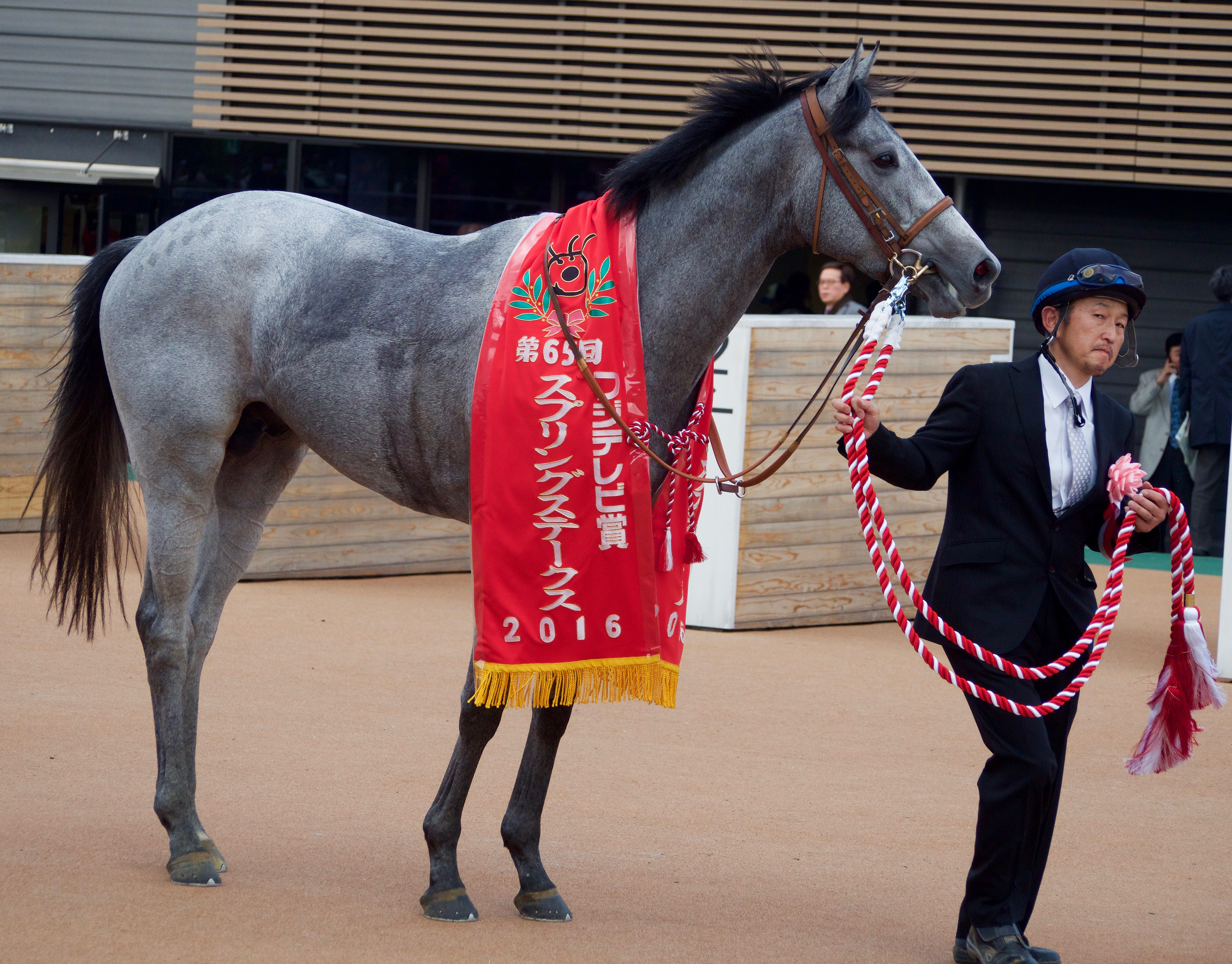
スプリングS

クラシック戦線に乗ったが春は皐月賞6着、日本ダービー7着、秋もセントライト記念と菊花賞ともに7着に終わり、長期休養に入る。
復帰初戦、2017年7月23日の福島テレビオープンでは、前を行くマイネルハニーと馬体を離して外からかわし、復帰初戦を飾る。8月の札幌記念8着を経て10月のオクトーバーステークスでは、先に先頭に立ったストロングタイタンをハナ差でかわして勝利。12月の中日新聞杯でメートルダールの6着に終わって以降はレースに戻らず、そのまま2018年9月20日付けで競走馬登録を抹消された。引退後は乗馬になると報じられたが、2022年現在、その行方は分かっていない。

## 競走成績
以下の内容は、JBISサーチおよびnetkeiba.comに基づく。
| 競走日     | 競馬場 | 競走名           | 格   | 距離 （馬場） | 頭 数 | 枠 番 | 馬 番 | オッズ （人気） | 着順 | タイム （上り3F） | 着差 | 騎手          | 斤量 [kg] | 1着馬（2着馬）         | 馬体重 [kg] |
| ---------- | ------ | ---------------- | ---- | ------------- | ----- | ----- | ----- | --------------- | ---- | ----------------- | ---- | ------------- | --------- | ---------------------- | ----------- |
| 2015.10.24 | 東京   | 2歳新馬          |      | 芝2000m（良） | 14    | 4     | 6     | 001.50（1人）   | 02着 | 02:06.1（33.6）   | -0.3 | 0C.ルメール   | 55        | リスペクトアース       | 466         |
| 0000.11.23 | 東京   | 2歳未勝利        |      | 芝2000m（良） | 15    | 7     | 13    | 004.20（2人）   | 02着 | R2:01.8（33.8）   | -0.0 | 0R.ムーア     | 55        | ディーマジェスティ     | 466         |
| 0000.12.19 | 中山   | 2歳未勝利        |      | 芝2000m（良） | 16    | 4     | 8     | 001.30（1人）   | 01着 | R2:02.2（35.6）   | -0.2 | 0戸崎圭太     | 55        | （メゾンリー）         | 474         |
| 2016.02.13 | 小倉   | あすなろ賞       | 5下  | 芝2000m（稍） | 13    | 4     | 4     | 004.30（2人）   | 01着 | R1:59.8（35.3）   | -0.2 | 0丸山元気     | 56        | （ラハトケレブ）       | 476         |
| 0000.03.20 | 中山   | スプリングS      | GII  | 芝1800m（良） | 11    | 1     | 1     | 008.00（4人）   | 01着 | R1:48.1（35.7）   | -0.0 | 0A.シュタルケ | 56        | （マイネルハニー）     | 470         |
| 0000.04.17 | 中山   | 皐月賞           | GI   | 芝2000m（良） | 18    | 3     | 5     | 008.00（6人）   | 06着 | R1:58.6（36.0）   | -0.7 | 0T.ベリー     | 57        | ディーマジェスティ     | 472         |
| 0000.05.29 | 東京   | 東京優駿         | GI   | 芝2400m（良） | 18    | 5     | 9     | 089.8（10人）   | 07着 | R2:24.6（33.5）   | -0.6 | 0T.ベリー     | 57        | マカヒキ               | 468         |
| 0000.09.18 | 中山   | セントライト記念 | GII  | 芝2200m（良） | 12    | 5     | 5     | 013.50（4人）   | 07着 | R2:13.7（35.2）   | -0.6 | 0川田将雅     | 56        | ディーマジェスティ     | 486         |
| 0000.10.23 | 京都   | 菊花賞           | GI   | 芝3000m（良） | 18    | 8     | 18    | 090.9（12人）   | 07着 | R3:04.2（35.0）   | -0.9 | 0川田将雅     | 57        | サトノダイヤモンド     | 478         |
| 2017.07.23 | 福島   | 福島テレビOP     | OP   | 芝1800m（良） | 7     | 7     | 7     | 003.80（2人）   | 01着 | R1:47.6（34.0）   | -0.1 | 0石橋脩       | 56        | （マイネルハニー）     | 496         |
| 0000.08.20 | 札幌   | 札幌記念         | GII  | 芝2000m（良） | 13    | 4     | 5     | 004.30（3人）   | 08着 | R2:00.9（35.0）   | -0.5 | 0J.モレイラ   | 57        | サクラアンプルール     | 492         |
| 0000.10.15 | 東京   | オクトーバーS    | OP   | 芝2000m（重） | 12    | 6     | 7     | 003.10（1人）   | 01着 | R2:00.9（34.4）   | -0.0 | 0石橋脩       | 57        | （ストロングタイタン） | 492         |
| 0000.12.09 | 中京   | 中日新聞杯       | GIII | 芝2000m（良） | 18    | 2     | 4     | 006.30（3人）   | 06着 | R1:59.6（33.7）   | -0.3 | 0石橋脩       | 57.5      | メートルダール         | 496         |

## 血統表
| マウントロブソンの血統               | マウントロブソンの血統                | マウントロブソンの血統             | （血統表の出典）                   | （血統表の出典） |
| 父系                                 | サンデーサイレンス系（ヘイロー系）    | サンデーサイレンス系（ヘイロー系） | サンデーサイレンス系（ヘイロー系） | [ § 2 ]          |
| 父 ディープインパクト 2002 鹿毛 日本 | 父の父*サンデーサイレンス 1986 青鹿毛 | Halo                               | Hail to Reason                     | Hail to Reason   |
| 父 ディープインパクト 2002 鹿毛 日本 | 父の父*サンデーサイレンス 1986 青鹿毛 | Halo                               | Cosmah                             |                  |
| 父 ディープインパクト 2002 鹿毛 日本 | 父の父*サンデーサイレンス 1986 青鹿毛 | Wishing Well                       | Understanding                      | Understanding    |
| 父 ディープインパクト 2002 鹿毛 日本 | 父の父*サンデーサイレンス 1986 青鹿毛 | Wishing Well                       | Mountain Flower                    |                  |
| 父 ディープインパクト 2002 鹿毛 日本 | 父の母*ウインドインハーヘア 1991 鹿毛 | Alzao                              | Lyphard                            | Lyphard          |
| 父 ディープインパクト 2002 鹿毛 日本 | 父の母*ウインドインハーヘア 1991 鹿毛 | Alzao                              | Lady Rebecca                       |                  |
| 父 ディープインパクト 2002 鹿毛 日本 | 父の母*ウインドインハーヘア 1991 鹿毛 | Burghclere                         | Busted                             | Busted           |
| 父 ディープインパクト 2002 鹿毛 日本 | 父の母*ウインドインハーヘア 1991 鹿毛 | Burghclere                         | Highclere                          |                  |
| 母 ミスパスカリ 2001 芦毛 日本       | 母の父Mr. Greeley 1992 栗毛           | Gone West                          | Mr. Prospector                     | Mr. Prospector   |
| 母 ミスパスカリ 2001 芦毛 日本       | 母の父Mr. Greeley 1992 栗毛           | Gone West                          | Secrettame                         |                  |
| 母 ミスパスカリ 2001 芦毛 日本       | 母の父Mr. Greeley 1992 栗毛           | Long Legend                        | Reviewer                           | Reviewer         |
| 母 ミスパスカリ 2001 芦毛 日本       | 母の父Mr. Greeley 1992 栗毛           | Long Legend                        | Lianga                             |                  |
| 母 ミスパスカリ 2001 芦毛 日本       | 母の母*ブルーアヴェニュー 1990 芦毛   | Classic Go Go                      | Pago Pago                          | Pago Pago        |
| 母 ミスパスカリ 2001 芦毛 日本       | 母の母*ブルーアヴェニュー 1990 芦毛   | Classic Go Go                      | Classic Perfection                 |                  |
| 母 ミスパスカリ 2001 芦毛 日本       | 母の母*ブルーアヴェニュー 1990 芦毛   | Eliza Blue                         | Icecapade                          | Icecapade        |
| 母 ミスパスカリ 2001 芦毛 日本       | 母の母*ブルーアヴェニュー 1990 芦毛   | Eliza Blue                         | *コレラ                            |                  |
| 母系(F-No.)                          | ブルーアヴェニュー(USA)系(FN:2-r)     | ブルーアヴェニュー(USA)系(FN:2-r)  | ブルーアヴェニュー(USA)系(FN:2-r)  | [ § 3 ]          |
| 5代内の近親交配                      | なし                                  | なし                               | なし                               | [ § 4 ]          |
| 出典                                 | 1. 2. 3. 4.                           | 1. 2. 3. 4.                        | 1. 2. 3. 4.                        | 1. 2. 3. 4.      |

- 全妹に2020年のクイーンカップを制したミヤマザクラ[12]。
- 母の半兄クロフネはジャパンカップダート、NHKマイルカップなどの勝ち馬[12]。